# مير أباد (مشك أباد)
میر أباد (بالفارسية: میرآباد) هي قرية تقع في إيران في مركزي. يقدر عدد سكانها بـ 17 نسمة بحسب إحصاء 2016.